# Johannes de Jong
Pour les articles homonymes, voir De Jong.
Johannes  de Jong (né le 10 septembre 1885 à Nes, sur l'île d'Ameland, en Frise, Pays-Bas, et mort le 8 septembre 1955 à Amersfoort) est un cardinal néerlandais de l'Église catholique du XXe siècle, nommé par le pape Pie XII.

## Biographie
Johannes de Jong étudie à Culemborg, à Utrecht et à Rome. Après son ordination, il fait du travail pastoral à Amersfoort et est professeur et recteur au séminaire de Rijsenberg. En 1933, il est nommé chanoine à Utrecht. Il est élu archevêque titulaire de Rhusium (de) et évêque auxiliaire d'Utrecht en  1935. Il succède en Utrecht en 1936. De Jong est le chef de la résistance hollandaise contre les nazis pendant la Seconde Guerre mondiale.
Le pape Pie XII le crée cardinal lors du consistoire du 18 février 1946. Le cardinal de Jong laisse l'administration de l'archidiocèse à son coadjuteur en 1951 et il se retire à Amersfoort.